# 東尼古拉斯 (加利福尼亞州)
東尼古拉斯（英語：East Nicolaus）是位於美國加利福尼亞州薩特縣的一個人口普查指定地區。

## 地理
東尼古拉斯的座標為38°54′36″N 121°32′40″W / 38.91000°N 121.54444°W，而該地最高點為海拔高度13米（即43英尺）。

## 人口
根據2010年美國人口普查的數據，東尼古拉斯的面積為11.885平方千米，均為陸地。當地共有人口225人，而人口密度為每平方千米18人。